# Leonid Yudasin
Leonid Grigórievich Yudasin (nacido en San Petersburgo el 8 de agosto de 1959) es un importante Gran Maestro y entrenador de ajedrez. Actualmente vive en Nueva York.
Premiado con el título de Maestro Internacional en 1982 y el de Gran Maestro Internacional algún tiempo después, fue Campeón de Leningrado en 1984 y ganó la Copa de la URSS de ajedrez rápido en 1988. 
Estos logros tempranos fueron sobrepasados cuando se convirtió en covencedor del Campeonato de la URSS de ajedrez en 1990 (junto a Aleksandr Beliavski, Yevgeni Baréyev y Alekséi Vyzmanavin, el título fue para Beliavski en el desempate). En 1990 también ganó la medalla de bronce individual y la de oro por equipos en la Olimpiada de ajedrez de Novi Sad, representando a la URSS y registrando la mejor actuación entre sus compañeros de equipo. En 1994 y de nuevo en 1996, jugó bajo bandera Israelí en las Olimpiadas de Moscú y Ereván, respectivamente.
Se clasificó para el torneo de candidatos de 1991, y de nuevo en 1994 progresando a las siguientes fases, perdiendo en cuartos de final frente a Vladímir Krámnik por 2.5-4.5.
Podría decirse que su éxito internacional más impresionante ocurrió en León en 1993, donde ganó junto a Alekséi Vyzmanavin, Veselin Topalov, Anatoli Kárpov y un joven Péter Lékó.
Su vida de torneo prolífica se caracteriza por muchas victorias, como Leningrado (1989), Calcuta (1990), Pamplona (1990/91 y 1991/92) junto con Miguel Illescas), Dos Hermanas (1992), Memorial Botvínnik (1995), Super Torneo de Haifa (1996), Reggio Emilia (1997 y 1998) y el Caballos Blancos de San Petersburgo (1998).
Yudasin vivió en Israel durante muchos años y fue dos veces campeón de Israel, en Tel-Aviv (1994) y Jerusalén (1996). 
Ha ganado torneos a lo largo de todo EE. UU., los más importantes son el Abierto de EE. UU. de 1990 y el Abierto de Pensilvania de 2001. Desde 2002, ha pasado gran parte de su tiempo en Nueva York, dominando los torneos de Maestros semanales (siendo el vencedor en ganancias), por delante de Hikaru Nakamura, Jaan Ehlvest y Aleksander Wojtkiewicz. En 2004, ganó un fuerte torneo en Montreal (Canadá). 
Su ELO era de 2550 en abril de 2007, pero ha estado por encima de 2690. También es un respetado entrenador y director de la Academia de Ajedrez de Brooklyn. Entre sus muchos estudiantes se encuentran Varuzhan Akobian, Irina Krush, Jennifer Shahade y Lembit Oll.
Leonid Yudasin es un baal teshuva y un judío ortodoxo practicante.